# 徐州话
徐州话是指中国江苏省徐州市包括周边区县所使用的汉语方言，属于中原官话徐淮片，是中原官话徐淮片的代表方言。徐州历史上为华夏九州之一，所管辖地域即今苏鲁豫皖交界地区。这种地域的划分，造成了苏鲁豫皖交界地区方言的共通。现代徐州话主要通行于徐州主城区，及丰县、沛县、萧县、砀山县、邳州市、新沂市、睢宁县、宿迁主城区、宿州市、淮北市、枣庄市等地（各地之间有较小的差异），使用人数在一千万人以上。徐州属华东地区，是华北平原的区域边界，徐州方言发源徐州本土，受到江淮方言和华北方言的影响较大。

## 音韵

### 声调
徐州的调类总共有阴平、阳平、上声、去声四类。
徐州话四个调型与调值分别与北京话（普通话）的上声、阴平、阳平、去声相近，容易掌握。
| 方言点   | 平聲    | 平聲          | 上声          | 去声  |
| 方言点   | 阴      | 阳            | 上声          | 去声  |
| -------- | ------- | ------------- | ------------- | ----- |
| 徐州市区 | ˨˩˧ 213 | ˥˥ 55 / ˥˦ 54 | ˧˥ 35 / ˨˦ 24 | ˥˩ 51 |

## 区域划分

### 徐州市区与各县差异
徐州东部的新沂、睢宁、邳州与西部的沛县、丰县在声调上有明显差异，主要区别在于与普通话对应的第一声；东部（新沂、睢宁、邳州）的第一声特点是低平调，而西部（沛县、丰县）的第一声特点是接近普通话的第三声；夹在东西之间的徐州市的第一声特点是中和了两者的特点，有过度性质。此外第三声也稍有差异，比如西部的第三声接近普通话第二声，而东部却和普通话基本相同；只有第二、四声，东西部比较一致。还有东西部在词汇、语音方面也会稍有差异。总的来说徐州地区内部差异不大，沟通是比较容易。